# Aleksiej German (ur. 1976)
Aleksiej Aleksiejewicz German, ros. Алексей Алексеевич Герман (ur. 4 września 1976 w Leningradzie) – rosyjski reżyser i scenarzysta filmowy. Jeden z czołowych twórców współczesnego kina artystycznego w Rosji.

## Życiorys
Syn reżysera Aleksieja Germana i scenarzystki Swietłany Karmality. Wnuk pisarza Jurija Germana. Maż Jeleny Okopnej, która jest autorką scenografii i kostiumów do jego filmów.
Autor takich filmów jak m.in. Ostatni pociąg (2003), Garpastum (2005), Pod elektrycznymi chmurami (2015) i Dowłatow (2018). Laureat Srebrnego Lwa za najlepszą reżyserię na 65. MFF w Wenecji za film Papierowy żołnierz (2008). Za Garpastum i Papierowego żołnierza zdobył również Nagrodę Nika dla najlepsza rosyjskiego reżysera roku.